# Stötteritz
Stötteritz is een stadsdeel in het zuidoosten van de stad Leipzig in de Duitse deelstaat Saksen.
Van 1839 tot 1910 was Stötteritz een zelfstandige gemeente, daarna werd het een deel van het grotere Leipzig.
Abtnaundorf · Althen · Anger · Baalsdorf · Böhlitz · Bösdorf · Breitenfeld · Burghausen · Cleuden · Connewitz · Crottendorf · Dölitz · Dösen · Ehrenberg · Engelsdorf · Eutritzsch · Flickert · Göbschelwitz · Gohlis · Gottscheina · Großzschocher · Grünau · Gundorf · Hartmannsdorf · Heiterblick · Hirschfeld · Hohenheida · Holzhausen · Kleinpösna · Kleinzschocher · Knauthain · Knautkleeberg · Knautnaundorf · Lausen · Leutzsch · Liebertwolkwitz · Lindenau · Lindenthal · Lößnig · Lützschena · Marienbrunn · Meusdorf · Miltitz · Mockau · Möckern · Mölkau · Neuschönefeld · Neustadt · Neutzsch · Paunsdorf · Plagwitz · Plaußig · Plösen · Portitz · Probstheida · Quasnitz · Rehbach · Reudnitz · Rückmarsdorf · Schleußig · Schönau · Schönefeld · Seehausen · Sellerhausen · Sommerfeld · Stahmeln · Stötteritz · Stünz · Südvorstadt · Thekla · Thonberg · Volkmarsdorf · Wahren · Wiederitzsch · Windorf · Zuckelhausen · Zweinaundorf